# 홀게르 루이스 닐센
홀게르 루이스 닐센(덴마크어: Holger Louis Nielsen, 1866년 12월 18일~1955년 1월 26일)은 덴마크의 펜싱 선수, 사격 선수, 육상 선수이다. 아테네에서 열린 제1회 올림픽인 1896년 하계 올림픽에 참가했으며, 이 대회의 펜싱과 사격에서 은메달 1개와 동메달 2개를 획득했다. 이외에 핸드볼의 태동에도 영향을 미쳤으며, 현대 핸드볼의 규칙 초안을 구상한 것으로도 잘 알려져 있다.

## 생애
코펜하겐에서 태어나고 헬레루프에서 사망했다.

## 펜싱
닐센의 주종목은 펜싱으로 사브르 종목에 출전했다. 올림픽에서는 3위를 기록했다. 올림픽 때는 5명이 리그전을 치렀다. 닐센은 아돌프 슈말과 게오르기오스 이아트리디스에게는 승리했지만 텔레마코스 카라칼로스와 이오아니스 게오르기아디스에게는 졌다. 그 결과 2승 2패를 기록, 닐센은 3위가 되었다.

## 사격
군사소총 종목에서 첫째날 경기가 끝난 후에 포기했다. 그는 40발 중 20발을 쐈지만 점수는 알 수 없다. 닐센은 군사권총 종목에도 참가했으며 5위를 기록했다. 속사권총 종목에서는 출전선수 3명(시드니 멀린은 DNF) 중 3위를 기록해서 동메달을 목에 걸었다. 점수는 알 수 없다. 올림픽 기간 중 그가 낸 최고 성적은 자유권총 종목에서 나온 깜짝 은메달이었다. 그는 285점을 기록해서 442점을 기록한 섬너 페인에 비해서는 턱없이 낮았지만 나머지 세 선수를 압도하기에는 충분한 점수였다. 총 5차 사격을 했으며 1차 사격 당 6발을 쐈다. 각 회차별 기록은 12, 85, 62, 24, 100점이다.

## 원반던지기
닐센은 원반던지기 종목에도 참가했다. 그러나 유일하게 알 수 있는 정보는 그가 4위 이내에 들지 못했단 것으로 5위에서 9위 중 몇 위를 했는지는 현재까지도 모른다.

## 그 외 활동
닐센은 1898년에 현대 핸드볼 규칙의 초안을 구상한 것과 1932년에 심폐소생술을 하는 법을 한단계 발전 시킨 것으로 유명하다. 국립 연구 회의에서는 이로 인해 1951년에 지원을 해주었으나 1958년에 새로 나온 구조법인 구강 대 구강 인공호흡법으로 인해 지원이 그 쪽으로 옮겨졌다. (Artificial Respiration, the history of an idea. A B Baker Med Hist. 1971 15(4): 336-351